# João Ribeiro
João Luís Peixoto Ribeiro (Esposende, 19 agosto 1989) è un canoista portoghese.

## Biografia
Ha rappresentato il Portogallo ai Giochi olimpici di Rio de Janeiro 2016, dove è arrivato quarto con Emanuel Silva nel K2 1000 metri, e sesto nel K4 1000 metri con i connazionali Fernando Pimenta, Emanuel Silva e David Fernandes.

## Palmarès
| Anno | Manifestazione          | Sede             | Evento        | Risultato     | Prestazione | Note |
| ---- | ----------------------- | ---------------- | ------------- | ------------- | ----------- | ---- |
| 2010 | Mondiali                | Poznań           | K2 500m       | Argento       | 1'29"970    |      |
| 2011 | Europei                 | Belgrado         | K2 500m       | Bronzo        | 1'30"739    |      |
| 2011 | Europei                 | Belgrado         | K4 1000m      | Oro           | 2'49"618    |      |
| 2013 | Europei                 | Montemor-o-Velho | K4 1000m      | Argento       | 2'56"856    |      |
| 2013 | Mondiali                | Duisburg         | K2 500m       | Oro           | 1'32"622    |      |
| 2013 | Mondiali                | Duisburg         | K2 1000m      | 7°            | 3'25"859    |      |
| 2014 | Europei                 | Brandeburgo      | K2 500m       | Oro           | 1'31"030    |      |
| 2014 | Europei                 | Brandeburgo      | K4 1000m      | Bronzo        | 2'56"932    |      |
| 2014 | Mondiali                | Mosca            | K4 1000m      | Argento       | 2'46"939    |      |
| 2015 | Europei                 | Račice           | K4 1000m      | Argento       | 2'58"152    |      |
| 2015 | Giochi europei          | Baku             | K2 1000m      | 9°            | 3'18"659    |      |
| 2015 | Giochi europei          | Baku             | K4 1000m      | 5°            | 3'09"010    |      |
| 2015 | Mondiali                | Milano           | K4 1000m      | 5°            | 2'58"802    |      |
| 2016 | Europei                 | Mosca            | K2 500m       | 6°            | 1'31"672    |      |
| 2016 | Europei                 | Mosca            | K4 1000m      | 4°            | 2'53"548    |      |
| 2016 | Giochi olimpici         | Rio de Janeiro   | K2 1000 metri | 4°            | 3'12"889    |      |
| 2016 | Giochi olimpici         | Rio de Janeiro   | K4 1000 metri | 6°            | 3'07"482    |      |
| 2017 | Europei                 | Plovdiv          | K2 500m       | Finale B      | 1'28"644    |      |
| 2017 | Europei                 | Plovdiv          | K4 500m       | 6°            | 1'19"872    |      |
| 2017 | Mondiali                | Račice           | K4 500m       | 8° (Finale B) | 1:22.210    |      |
| 2017 | Mondiali                | Račice           | K2 1000m      | 8° (Finale B) | 3'19"132    |      |
| 2018 | Europei                 | Belgrado         | K4 500m       | 9°            | 1'22"396    |      |
| 2018 | Giochi del Mediterraneo | Tarragona        | K2 500m       | 4°            | 1'30"418    |      |
| 2018 | Mondiali                | Montemor-o-Velho | K1 500m       | 4°            | 1'39"739    |      |
| 2018 | Mondiali                | Montemor-o-Velho | K4 500m       | 9°            | 1'23"990    |      |
| 2019 | Giochi europei          | Minsk            | K4 500m       | 4°            | 1'33"976    |      |
| 2019 | Mondiali                | Seghedino        | K1 500m       | 6°            | 1'21"116    |      |